# رايموند إتش فلمنج
رايموند إتش فلمنج (بالإنجليزية: Raymond H. Fleming)‏ هو عسكري أمريكي، ولد في 5 يوليو 1889 في وكساهاتشي في الولايات المتحدة، وتوفي في 23 نوفمبر 1974 في نيو أورلينز في الولايات المتحدة.